# Elecciones estatales de Renania del Norte-Westfalia de 2012
La elección estatal de Renania del Norte-Westfalia de 2012 fue una elección anticipada realizada el 13 de mayo de 2012, para elegir a los miembros del Parlamento Regional de Renania del Norte-Westfalia, después de que este se disolviera el 14 de marzo de 2012. El gobierno minoritario rojo-verde, liderado por la Ministra Presidenta Hannelore Kraft fue reelegido, esta vez con una mayoría, y fue capaz de seguir gobernando el estado.
La oposición desde entonces consiste en la CDU, dirigida por Norbert Röttgen, el FDP y los Piratas.

## Antecedentes
Una coalición rojo-verde se había establecido como gobierno minoritario con Hannelore Kraft como Ministra Presidenta después de obtener un escaño menos que una mayoría en la elección anterior. El Parlamento Regional (Landtag) se disolvió después de que el gobierno no lograra aprobar el presupuesto público el 14 de marzo de 2012. Todos los 3 partidos de la oposición votaron en contra del presupuesto. La coalición esperaba que los demócratas liberales del FDP se abstuvieran en la votación del presupuesto, ya que esto hubiese permitido a la coalición rojiverde seguir gobernando.

## Campaña y temas
El Partido Socialdemócrata y el Partido Verde hicieron campaña para obtener una mayoría.
La Unión Demócrata Cristiana nominó al Ministro Federal de Medio Ambiente Norbert Röttgen como candidato, para liderar su campaña en Renania del Norte-Westfalia. Sin embargo, Röttgen fue criticado por no explicar si tenía la intención de permanecer en la política federal o de seguir al frente del partido a nivel estatal si perdía, y las encuestas de opinión mostraron que los votantes preferían a Kraft como Ministra-Presidenta por un amplio margen. La CDU hizo de un tema clave en su campaña la deuda del Estado (€ 230 millones).
El Partido Democrático Liberal  había caído por debajo del umbral del 5% en seis elecciones estatales desde la elección federal de 2009, pero había logrado ganar un 8% de los votos en Schleswig-Holstein una semana antes. En Renania del Norte-Westfalia, el FDP aumentó su votación por primera vez desde 2009. Esto se atribuyó al líder estatal del partido, Christian Lindner.
El Partido Pirata de Alemania, ganó escaños en su cuarta elección estatal consecutiva.
El Partido La Izquierda, que había ganado escaños en el Landtag por primera vez en 2010, perdió la mitad de sus votos y la totalidad de sus escaños.

### Encuestas

#### Encuestas de opinión
Las siguientes encuestas de opinión se llevaron a cabo durante la campaña:
| Realizador de la encuesta | Fecha      |     |       |     |    | Linke | Piraten | Otros |
| ------------------------- | ---------- | --- | ----- | --- | -- | ----- | ------- | ----- |
| INFO GmbH                 | 11.05.2012 | 33% | 38%   | 11% | 5% | 4%    | 8%      | 1%    |
| YouGov                    | 07.05.2012 | 31% | 37%   | 11% | 5% | 4%    | 9%      | 3%    |
| Forschungsgruppe Wahlen   | 04.05.2012 | 31% | 38%   | 11% | 6% | 3%    | 8%      | 3%    |
| Infratest dimap           | 03.05.2012 | 30% | 38,5% | 11% | 6% | 4%    | 7,5%    | 3%    |
| YouGov                    | 03.05.2012 | 31% | 36%   | 11% | 5% | 4%    | 10%     | 3%    |
| Forsa                     | 02.05.2012 | 32% | 37%   | 10% | 5% | 3%    | 10%     | 3%    |
| Emnid                     | 27.04.2012 | 32% | 38%   | 10% | 5% | 4%    | 9%      | 2%    |
| Infratest dimap           | 22.04.2012 | 31% | 39%   | 11% | 4% | 3%    | 9%      | 3%    |
| Forschungsgruppe Wahlen   | 20.04.2012 | 34% | 37%   | 11% | 4% | 3%    | 8%      | 3%    |
| YouGov                    | 18.04.2012 | 32% | 36%   | 13% | 4% | 4%    | 8%      | 3%    |
| INFO GmbH                 | 14.04.2012 | 29% | 40%   | 10% | 3% | 3%    | 11%     | 3%    |
| Infratest dimap           | 25.03.2012 | 32% | 40%   | 12% | 4% | 3%    | 5%      | 4%    |
| Forsa                     | 21.03.2012 | 33% | 39%   | 11% | 4% | 4%    | 6%      | 3%    |
| Forschungsgruppe Wahlen   | 15.03.2012 | 34% | 37%   | 13% | 2% | 4%    | 6%      | 4%    |
| Infratest dimap           | 14.03.2012 | 34% | 38%   | 14% | 2% | 4%    | 5%      | 3%    |
| YouGov                    | 14.03.2012 | 33% | 33%   | 17% | 2% | 5%    | 7%      | 3%    |
| Infratest dimap           | 26.02.2012 | 35% | 35%   | 17% | 2% | 3%    | 5%      | 3%    |
| YouGov                    | 08.02.2012 | 33% | 31%   | 15% | 3% | 6%    | 7%      | 5%    |
| YouGov                    | 19.01.2012 | 31% | 33%   | 17% | 3% | 5%    | 8%      | 3%    |

#### Pronóstico de escaños
| Realizador  | Fecha      | CDU | SPD |
| ----------- | ---------- | --- | --- |
|             |            |     |     |
| election.de | 12.05.2012 | 39  | 89  |
| election.de | 05.05.2012 | 38  | 90  |
| election.de | 28.04.2012 | 41  | 87  |
| election.de | 21.04.2012 | 54  | 74  |
| election.de | 14.04.2012 | 39  | 89  |
| election.de | 7.04.2012  | 46  | 82  |

#### Preferencia de Ministro-Presidente
Algunos encuestadores también incluyeron la pregunta de a quién votarían los encuestados para próximo Ministro-Presidente en caso de que este fuera elegido directamente:
| Encuestador             | Fecha      | Hannelore Kraft (SPD) | Norbert Röttgen (CDU) |
| ----------------------- | ---------- | --------------------- | --------------------- |
|                         |            |                       |                       |
| INFO GmbH               | 11.05.2012 | 53%                   | 22%                   |
| YouGov                  | 07.05.2012 | 46%                   | 19%                   |
| Forschungsgruppe Wahlen | 04.05.2012 | 63%                   | 27%                   |
| Infratest dimap         | 03.05.2012 | 58%                   | 26%                   |
| Forsa                   | 02.05.2012 | 56%                   | 25%                   |
| Infratest dimap         | 22.04.2012 | 58%                   | 30%                   |
| Forschungsgruppe Wahlen | 20.04.2012 | 55%                   | 32%                   |
| INFO GmbH               | 14.04.2012 | 49%                   | 21%                   |
| Infratest dimap         | 25.03.2012 | 57%                   | 28%                   |
| Forsa                   | 21.03.2012 | 56%                   | 26%                   |
| Forschungsgruppe Wahlen | 15.03.2012 | 54%                   | 30%                   |
| Infratest dimap         | 14.03.2012 | 57%                   | 26%                   |
| YouGov                  | 14.03.2012 | 42%                   | 21%                   |
| Infratest dimap         | 26.02.2012 | 51%                   | 29%                   |
| YouGov                  | 19.01.2012 | 36%                   | 17%                   |

## Resultados
|       |                     | Erststimmen | Erststimmen    | Erststimmen | Erststimmen | Zweitstimmen | Zweitstimmen | Zweitstimmen |
| Votos | %                   | Candidatos  | Mand. directos | Votos       | %           | Escaños      |              |              |
| ----- | ------------------- | ----------- | -------------- | ----------- | ----------- | ------------ | ------------ | ------------ |
|       | SPD                 | 3.290.561   | 42,3           | 128         | 99          | 3.049.983    | 39,1         | 99           |
|       | CDU                 | 2.545.309   | 32,7           | 128         | 29          | 2.050.321    | 26,3         | 67           |
|       | Grüne               | 723.581     | 9,3            | 128         |             | 884.298      | 11,3         | 29           |
|       | FDP                 | 372.727     | 4,8            | 128         |             | 670.082      | 8,6          | 22           |
|       | PIRATEN             | 617.926     | 7,9            | 128         |             | 609.176      | 7,8          | 20           |
|       | Die Linke           | 201.637     | 2,6            | 127         |             | 194.428      | 2,5          |              |
|       | pro NRW             |             |                |             |             | 118.326      | 1,5          |              |
|       | Tierschutzpartei    |             |                |             |             | 58.091       | 0,7          |              |
|       | NPD                 |             |                |             |             | 40.007       | 0,5          |              |
|       | Familie             | 1.722       | 0,0            | 2           |             | 33.793       | 0,4          |              |
|       | Die PARTEI          | 6.362       | 0,1            | 14          |             | 22.915       | 0,3          |              |
|       | Freie Wähler        | 10.600      | 0,1            | 20          |             | 17.970       | 0,2          |              |
|       | BIG                 |             |                |             |             | 10.694       | 0,1          |              |
|       | AUF                 | 2.726       | 0,0            | 5           |             | 10.217       | 0,1          |              |
|       | FBI/ Freie Wähler   | 1.538       | 0,0            | 4           |             | 9.496        | 0,1          |              |
|       | ÖDP                 | 1.336       | 0,0            | 3           |             | 7.842        | 0,1          |              |
|       | Partei der Vernunft |             |                |             |             | 6.356        | 0,1          |              |
|       | Volksabstimmung     | 1.087       | 0,0            | 4           |             |              |              |              |
|       | RRP                 | 418         | 0,0            | 2           |             |              |              |              |
|       | BüSo                | 272         | 0,0            | 4           |             |              |              |              |
|       | LD                  | 120         | 0,0            | 1           |             |              |              |              |
|       | BGD                 | 83          | 0,0            | 1           |             |              |              |              |
|       | Independientes      | 2.605       | 0,0            | 7           |             |              |              |              |
| Total | Total               | 7.780.610   | 100 %          | 834         | 128         | 7.793.995    | 100 %        | 237          |